# Henrik Toremark
Carl Henrik Toremark, född 9 april 1967 i Arvika, död där 24 mars 2020, var en svensk politiker (moderat) och stabschef hos kulturminister Lena Adelsohn Liljeroth.
Ordförande i Föreningen Heimdal 1990–1991 och vice ordförande i Fria Moderata Studentförbundet 1991. Vald till ersättare i riksdagen från Värmlands län 1998. Han var verkställande direktör för Näringslivets Eurofakta 2002–2003. Ersättare till kyrkomötet för Öppen kyrka från 2005.